# (13076) 1991 VT3
1991 في تي 3 (ويعرف أيضًا باسم (13076) 1991 في تي 3 وفق تسمية الكوكب الصغير) (بالإنجليزية: 1991 VT3)‏ هو كويكب ضمن حزام الكويكبات؛ وترتيبه 13076 من حيث الاكتشاف.
اكتُشف هذا الجُرم الفلكي بواسطة هيروشي كانيدا في 11 نوفمبر 1991.

## وصلات خارجية
- (13076) 1991 VT3 في قاعدة بيانات مختبر الدفع النفاث لأجرام النظام الشمسي الصغيرة

- الاكتشاف · مخطط المدار ·  العناصر المدارية · المعلمات المادية

- (13076) 1991 VT3 على موقع ويكي سكاي: DSS2, SDSS, GALEX, IRAS, Hydrogen α, X-Ray, Astrophoto, Sky Map, Articles and images